# Bruine renmier
De bruine renmier (Formica cunicularia) is een mierensoort uit de onderfamilie van de schubmieren (Formicinae). De wetenschappelijke naam van de soort is voor het eerst geldig gepubliceerd in 1798 door Latreille.